# Hemgenberg
Hemgenberg ist eine Wüstung in der Gemeinde Kreuzau im Kreis Düren, Nordrhein-Westfalen.
Das ehemalige Dorf lag im Dreieck zwischen Winden, Bergheim und Bilstein. Den Namen hatte der Ort von dem nahe der Rurkrümmung gelegenen 250 m hohen Hemgenberg.
Von 1654 bis zum 19. Jahrhundert sind in Hemgenberg 75 Geburten nachgewiesen.
Erstmals urkundlich erwähnt wurde das Dorf zwischen 1402 und 1423. Herzog Reinhard von Jülich (1402–1423) gibt dem Tilmann von Hemgenberg und dessen Erben seinen Hof Bilstein steuerfrei nebst dem Rechte, Brandholz aus dem herzoglichen Wald zu holen, gegen eine jährliche Abgabe von 15 Malter Hafer und jährliche Lieferung von 15 Wagen Dünger in die herzoglichen Weinberge zu Winden in Erbpacht.
Neben der Landwirtschaft betrieben die Einwohner auch Bleibergbau. Der Bergbau endete aber schon im 17. Jahrhundert. Danach verdienten sich die Hemgenberger ihren Lebensunterhalt damit, dass sie aus den Buntsandsteinfelsen Steine für den Hausbau und Treppenstufen brachen. Der kleine Bach im Dorf versiegte, sodass immer mehr Bewohner den Ort verließen. Auf der zwischen 1801 und 1828 von Jean Joseph Tranchot erstellten Tranchotkarte sind am nordöstlichen Ende des keltischen Walls einige wenige Gebäude des Ortes eingezeichnet. 1830 hatte Hemgenberg zwölf Einwohner.
Vor dem Ersten Weltkrieg verließen die letzten Einwohner den Ort. Es waren die Familien Becker und Mevis.